# Coduri ALT
Pe computerele personale pe care operează Microsoft Windows sau DOS, pot fi tastate caractere suplimentare față de cele disponibile în structura tastaturii utilizând codurile Alt, prin apăsarea și menținerea apăsată a tastei Alt în timpul introducerii unui cod numeric (cu condiția de a fi introduse numere din tastatura numerică din dreapta).

## Condiția tastei Num Lock
Pentru ca codul introdus să fie valabil iar caracterul să apară în spațiul de lucru, trebuie ca tasta Num Lock să fie dezactivată.

Altfel, codul este invalidat, iar simbolul cerut nu apare.

## Lista codurilor
- en  Lista de coduri Alt

- en  Alt Codes
- en  Windows Alt key numeric codes Arhivat în 14 iunie 2010, la Wayback Machine.